# Profundulidae
Profundulidae – monotypowa rodzina małych ryb klasyfikowana w rzędzie karpieńcokształtnych.

## Występowanie
Zasiedla wody Atlantyku i Pacyfiku Ameryki Środkowej przy wybrzeżu Meksyku, Gwatemali i Hondurasu. Dorastają do 12 cm długości.

## Klasyfikacja
Do rodziny zaliczany jest tylko jeden rodzaj:
Profundulus